# Phyxelida jabalina
Phyxelida jabalina is een spinnensoort uit de familie Phyxelididae. De soort komt voor in Tanzania.